# Pachythelia robusta
Pachythelia robusta är en fjärilsart som beskrevs av Kruger 1939. Pachythelia robusta ingår i släktet Pachythelia och familjen säckspinnare. Inga underarter finns listade i Catalogue of Life.